# أورموند بورتون
أورموند بورتون (بالإنجليزية: Ormond Burton)‏ هو مؤرخ وجندي نيوزيلندي، ولد في 1893 في أوكلاند في نيوزيلندا، وتوفي في 1974 في ويلينغتون في نيوزيلندا.